# Hadena conjuncta
Hadena conjuncta är en fjärilsart som beskrevs av Stanislaus Klemensiewicz 1912. Hadena conjuncta ingår i släktet Hadena och familjen nattflyn. Inga underarter finns listade i Catalogue of Life.